# Zdeněk Štěpánek
Pour les articles homonymes, voir Štěpánek.
Zdeněk Štěpánek (né le 22 septembre 1896 à Tvoršovice (cs) ; mort le 20 juin 1968  à Prague) est un acteur tchécoslovaque.

## Filmographie partielle
- 1937 : La Chute du tyran d'Hugo Haas
- 1937 : Le monde est à nous de Martin Frič
- 1946 : Le Bachelier malicieux d'Otakar Vávra
- 1954 : Jan Hus d'Otakar Vávra
- 1955 : Les Têtes de chiens de Martin Frič
- 1962 : Transport z raje (Transport du Paradis) de Zbynek Brynych
- 1963 : Ikarie XB-1 de Jindřich Polák